# São Brás (Naiarite)
São Brás (San Blas) é um município do estado do Naiarite, no México.